# Мельников, Николай Никифорович
Николай Никифорович Мельников (1918—2001) — советский офицер-артиллерист в годы Великой Отечественной войны, Герой Советского Союза (9.02.1944). Полковник.

## Биография
Родился 8 декабря 1918 года в селе Паньково (ныне — Новодеревеньковский район Орловской области). После окончания средней школы и Орловского педагогического училища работал учителем.
В ноябре 1940 года был призван на службу в Рабоче-крестьянскую Красную Армию. В 1941 году окончил Рязанское артиллерийское училище. С октября этого же года — на фронтах Великой Отечественной войны.
К сентябрю 1943 года гвардии старший лейтенант Николай Мельников командовал батареей 328-го гвардейского истребительно-противотанкового артиллерийского полка 9-й отдельной гвардейской истребительно-противотанковой артиллерийской бригады 47-й армии Воронежского фронта. Отличился во время битвы за Днепр. В ночь с 25 на 26 сентября 1943 года батарея под командованием Николая Мельникова первой из подразделений бригады переправилась через Днепр и приняла активное участие в боях за захват и удержание плацдарма на его западном берегу, отразив несколько десятков контратак противника. 2 октября 1943 года в бою в районе Дачи Тельберга Киевского района Киевской области Украинской ССР батарея Мельникова уничтожила 7 немецких танков, отбив контратаку. В этом же бою Мельников получил тяжёлое ранение.
Указом Президиума Верховного Совета СССР «О присвоении звания Героя Советского Союза офицерскому и сержантскому составу артиллерии Красной Армии» от 9 февраля 1944 года за «образцовое выполнение боевых заданий командования на фронте борьбы с немецкими захватчиками и проявленные при этом отвагу и геройство» был удостоен высокого звания Героя Советского Союза с вручением ордена Ленина и медали «Золотая Звезда» за номером 2300.
После окончания войны продолжил службу в Советской Армии. Окончил Высшую офицерскую артиллерийскую школу в Ленинграде в 1945 году. С октября 1945 года — командир дивизиона гаубичного артиллерийского полка, с 1946 года — начальник штаба дивизиона артиллерийской бригады, с 1954 — заместитель командира дивизиона, а с 1955 года — командир дивизиона артиллерийского полка. С 1960 года служил в РВСН СССР начальником штаба ракетной бригады. В 1966 году полковник Н. Н. Никифоров уволен в запас.
Проживал в Брянске, активно занимался общественной деятельностью. Умер 30 мая 2001 года, похоронен в Брянске.

## Награды
- Герой Советского Союза (9.02.1944)
- Орден Ленина (9.02.1944)
- Орден Красного Знамени (5.11.1943)
- Орден Отечественной войны 1-й степени (11.03.1985)
- Два ордена Красной Звезды (16.07.1943, 5.11.1954)
- Медаль «За отвагу» (1.09.1943)
- Медаль «За боевые заслуги» (15.11.1950)
- Ряд других медалей[1]